# Rossameisen

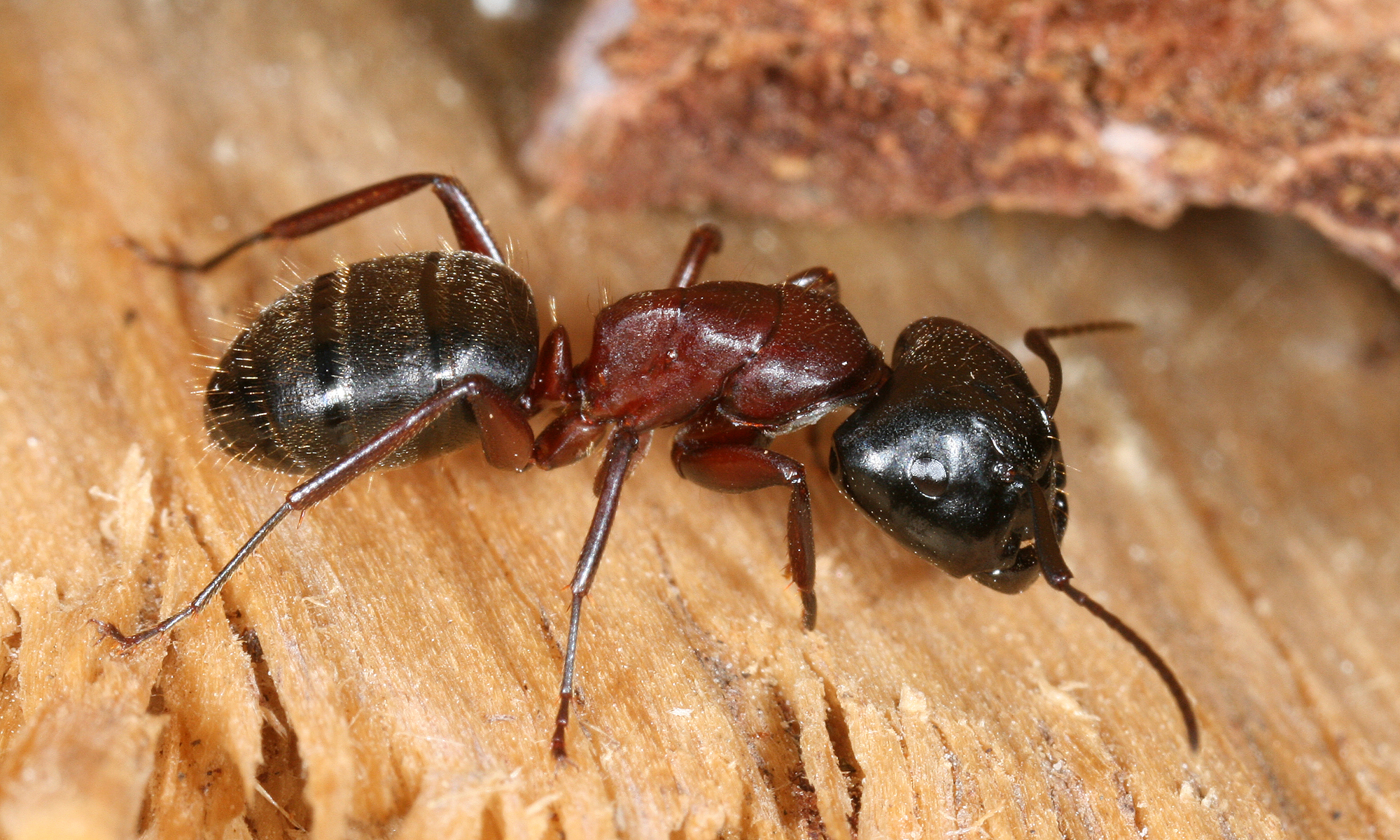
Braunschwarze Rossameise (Camponotus ligniperda)

Rossameisen (Camponotus) oder Holzameisen sind eine Gattung der Ameisen (Formicidae) aus der Unterfamilie der Schuppenameisen (Formicinae). Ihr gehören weltweit über 1000 Arten an, in der Paläarktis kommen davon mindestens 100 sehr große Arten vor.

## Merkmale

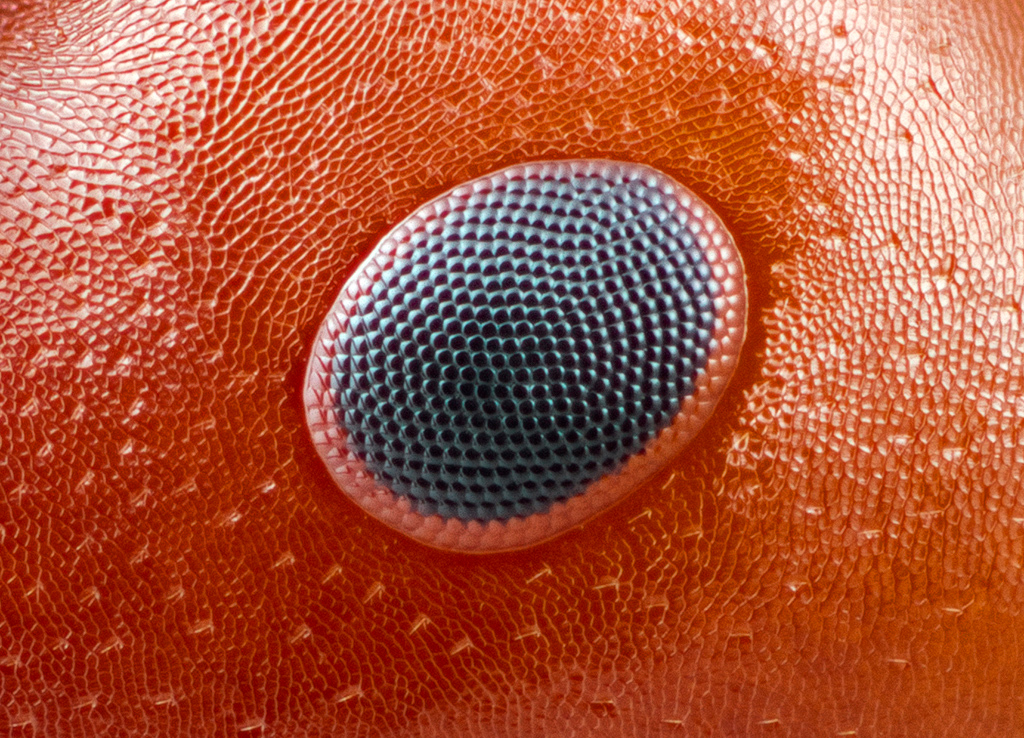
Facettenauge (Appositionsauge) von Camponotus sayi

Die Antennen entspringen deutlich hinter dem Clypeushinterrand. Die Öffnung der Metapleuraldrüse fehlt. Im Gegensatz zu den Waldameisen ist  die Oberseite des Thorax gleichförmig gebogen, ohne tiefere Einkerbungen.
Die Schwarze Rossameise (Camponotus herculeanus) und die Braunschwarze Rossameise (Camponotus ligniperda) sind die größten mitteleuropäischen Ameisen. Sie werden bis zu 18 Millimeter lang. 
Arbeiterinnen von Camponotus zeigen einen Kastendimorphismus. Es gibt große major-Arbeiterinnen, bei denen die Mandibeln größer ausgebildet sind und die die Funktion von Soldatinnen ausüben. Daneben gibt es auch kleinere minor-Arbeiterinnen, die für das Sammeln von Nahrung und die Versorgung der Brut zuständig sind. Auch die Stöpselkopfameise (Colobopsis truncatus, ehem. Camponotus truncatus) weist einen Kastendimorphismus auf, der bei dieser Art besonders auffällig ist, da die major-Arbeiterinnen einen stöpselförmigen Kopf besitzen (Türschließermorphe).

## Lebensweise
Die Männchen und Jungköniginnen der europäischen Arten überwintern zweimal im Mutternest; einmal als Larve und einmal als Imago. Häufig setzt sich eine Kolonie aus einer zentralen Hauptkolonie zusammen, die von kleineren Nebenkolonien umgeben und unterstützt wird. Erst im dritten Jahr verlassen sie die Kolonie. Auffallend ist, dass sich Männchen oft an der Trophallaxis und Brutpflege beteiligen.
Obwohl auch als Holzameisen bezeichnet, sind nicht alle heimischen Camponotus Arten arboricol (baumbewohnend).
Viele Rossameisen sind aphidophil, d. h., sie leben häufig mit myrmekophilen Schnabelkerfen in Trophobiose zusammen, die sie beschützen und von denen sie exzernierte Nährstoffe erhalten.
Die australische Camponotus inflatus ist eine der geschätztesten Honigtopfameisen, deren Angehörige soviel Futter in ihren Gastern aufnehmen können, dass sie praktisch bewegungsunfähige Speicherameisen werden.
Bei Florida-Holzameisen (Camponotus floridanus) wurden Oberschenkelamputationen unter Artgenossen nach Verletzungen beobachtet.

## Systematik
Folgende Arten sind in Mitteleuropa heimisch:
- Camponotus aethiops (Latreille, 1798)
- Camponotus atricolor (Nylander, 1849)
- Camponotus dalmaticus (Nylander, 1849)
- Kerblippige Rossameise (Camponotus fallax) (Nylander, 1856)
- Schwarze Rossameise (Camponotus herculeanus) (Linnaeus, 1758)
- Hohlrückige Holzameise (Camponotus lateralis) (Oliver, 1792)
- Braunschwarze Rossameise (Camponotus ligniperdus) (Latreille, 1802)
- Camponotus piceus (Leach, 1825)
- Camponotus universitatis Forel, 1890
- Haarige Holzameise (Camponotus vagus) (Scopoli, 1763)

Weitere nicht-europäische Arten (Auswahl):
- Camponotus compressus (Fabricius 1798)
- Camponotus consobrinus (Erichson, 1842)
- Camponotus floridanus (Buckley, 1866), Florida-Rossameise[7] – Genom zu 90 % sequenziert (Stand 2011).[8]
- Camponotus inflatus (Lubbock, 1880)
- Camponotus nicobarensis (Mayr, 1865)
- Camponotus nigriceps (Smith, 1858)

Die in Südostasien beheimatete Dinomyrmex gigas, früher als Camponotus gigas bezeichnet, gehört zu den größten Ameisen der Welt.

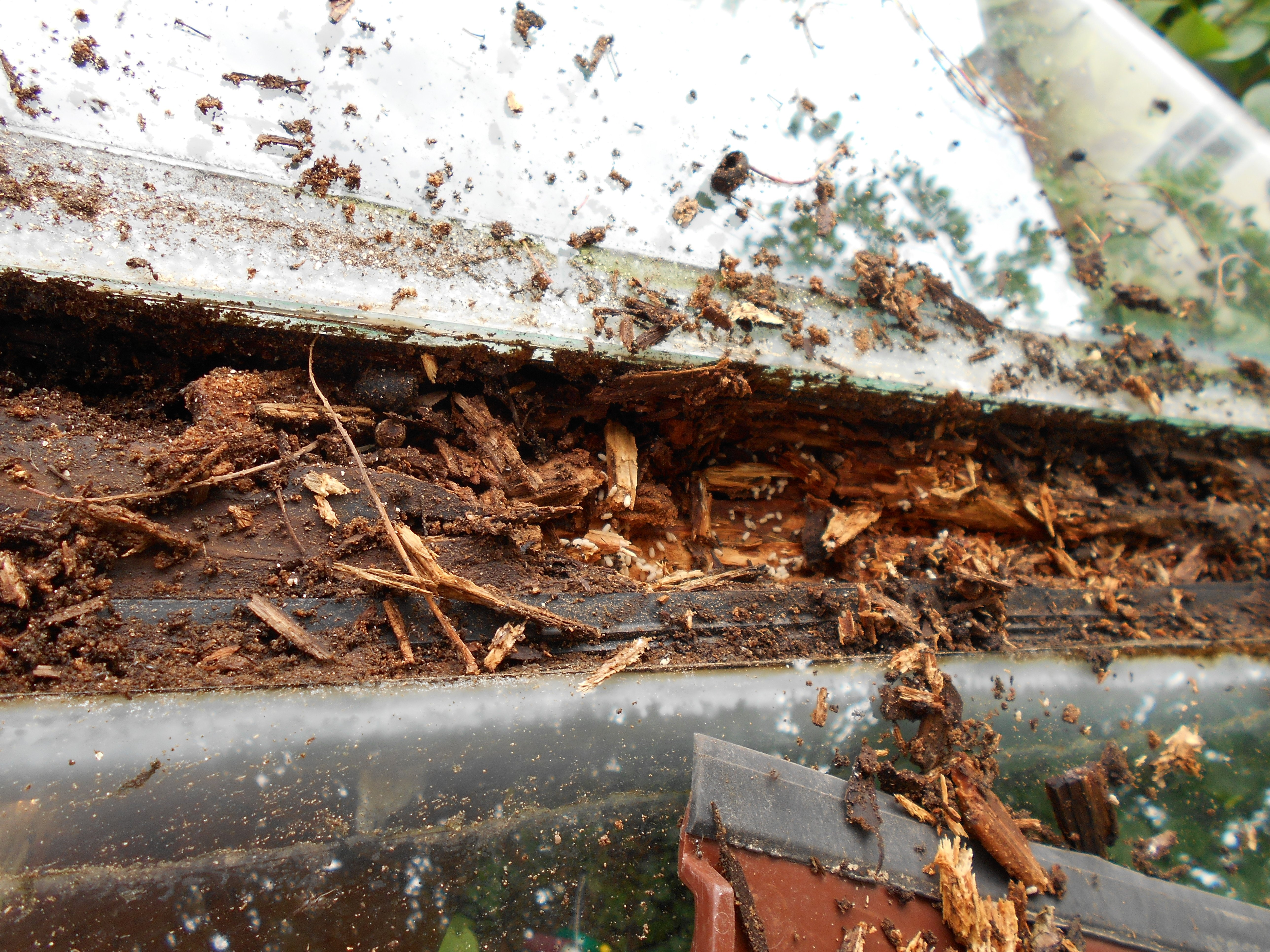
Massiver Befall in einem Wintergarten

## Schädlingsbefall
Feuchtes Bauholz kann von Holzameisen als ideale Stätte für Nester angesehen werden. Diese können sowohl aus einem Einzel- wie auch aus verzweigten Teilnestern bestehen. Die Bekämpfung erfolgt durch komplettes Abtragen der betroffenen Holzkonstruktion.